# 坎普-迪马蒂机场
坎普-迪马蒂机场（葡萄牙語：Aeroporto Campo de Marte，IATA = SAO ICAO代码：）是巴西联邦共和国圣保罗州首府、最大城市圣保罗的三大机场中最早也是最小的机场，但距离圣保罗市中心最近，故客流量不小，是该国第五繁忙的机场。名称取自古罗马的战神广场。